# روجر ماكسويل
روجر ماكسويل (بالإنجليزية: Roger Maxwell)‏ هو سياسي نيوزلندي، ولد في 21 مارس 1941. حزبياً، نشط في الحزب الوطني في نيوزيلندا. وقد انتخب عضو مجلس النواب نيوزيلندا.